# Hermosillo Stamping & Assembly
Hermosillo Stamping and Assembly es una planta de ensamblaje de automóviles de Ford Motor Company localizada en Hermosillo, Sonora, México. La planta actualmente ensambla los modelos Ford Bronco Sport y Ford Maverick para los mercados de las Américas, Arabia Saudita y Corea del Sur. El área de la planta es de 1.13 kilómetros cuadrados y emplea a 4,111 trabajadores.
La instalación de esta ha sido un factor clave para posicionar a México como cuarto productor de vehículos para Ford a nivel mundial. Ford Hermosillo ha sido acreedora a reconocimientos internacionales por parte de instituciones como JD Power, Secretaría del Trabajo y Previsión Social, Grupo Editorial Expansión y la Procuraduría Federal de Protección al Ambiente.
Al principio, la planta era propiedad conjunta de Ford y Mazda las dos compañías compartían técnicas de producción. Inicialmente todas las partes eran traídas de Japón para el ensamblaje final de los modelos 323 y Tracer. El contenido local creció de manera gradual a través de los años con la adición de proveedores locales. La planta está sindicalizada bajo SINTRAFORD. Debido a la localización de la planta en el Desierto de Sonora y a las condiciones de sequía durante los años 90, la planta ha reducido su uso de agua un 40% con respecto a números anteriores. Durante emergencias la planta también es capaz de proveer a la ciudad con sus propios pozos. 
En 2019, Ford anunció que trasladaría la producción del Ford Transit Connect de Valencia a Hermosillo a partir del 2021. Ford mencionó que el traslado de la producción de este modelo permitirá que parte de los componentes de este vehículo procedan de Estados Unidos y Canadá, cumpliendo así con el acuerdo T-MEC, que sustituye al TLCAN, además de mejorar la rentabilidad de su gama norteamericana de Transit Connect.
En julio de 2020, Ford hizo oficial que la Ford Bronco Sport se comenzará a producir en la planta de Hermosillo a partir de octubre de 2020. Jorge Vidal Ahumada, Secretario de Economía de Sonora, dijo que Ford tiene el objetivo de fabricar 160,000 unidades de Bronco Sport anualmente en un primer turno, para posteriormente alcanzar su máximo y producir 420,000 modelos. Las líneas del Bronco Sport sustituirían a las de la producción del Fusion y del MKZ, que terminarían el 30 de julio de 2020.

## Historia

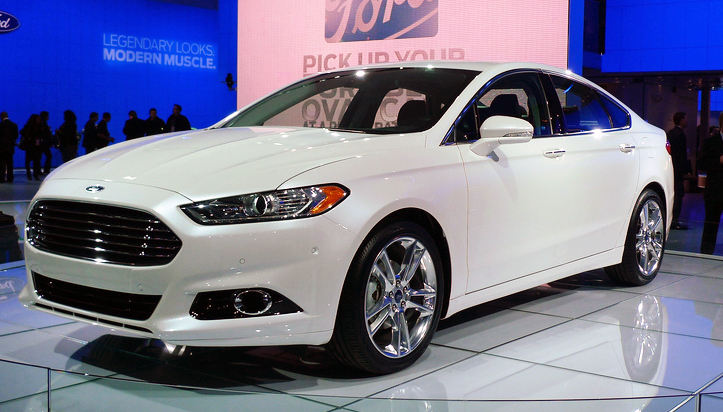
Ford Fusion en el Salón del Automóvil del Detroit de 2012.

La construcción de la planta comenzó en 1984 y en 1986 se inauguró la planta de estampado y ensamblaje en Hermosillo. Al principio solo se producía el Mercury Tracer de dos puertas. En 1991 Ford amplía la capacidad de producción de la planta a 168 mil vehículos anuales. Se contratan mil técnicos y se agrega un segundo turno laboral, como parte de la primera ampliación importante de la planta. En 1994 se integra un nuevo campus de proveedores cerca de la planta en el sur de la ciudad que aloja a 16 empresas. En 1996 esta recibe la certificación internacional ISO 9001. El 7 de noviembre del mismo año se produce la unidad un millón. En 1997 Ford invierte 125 millones de dólares para acoplar la producción del Escort coupé ZX2. 
Ya en el 2002 la planta recibió el Premio Nacional de Seguridad e Higiene en el Trabajo, otorgado por el Instituto Mexicano del Seguro Social. En agosto de 2010 se celebró la producción de la unidad un millón de la línea Ford Fusion. No fue hasta 2012 que la planta recibió una inversión de mil 300 millones de dólares para ampliar la planta un 40%y producir las nuevas generaciones de Ford Fusion y Liconln MKZ.
En 2013, se producían en ella 385 mil unidades al año, lo que representó un incremento del 60% desde 2009. Del total de producción de los dos modelos que se ensamblan, cerca del 85% se destina a Estados Unidos, 7% a Canadá, 4% a Brasil y Sudamérica, 1% a Arabia Saudita y Corea del Sur y 1% a México.

## Manufactura flexible

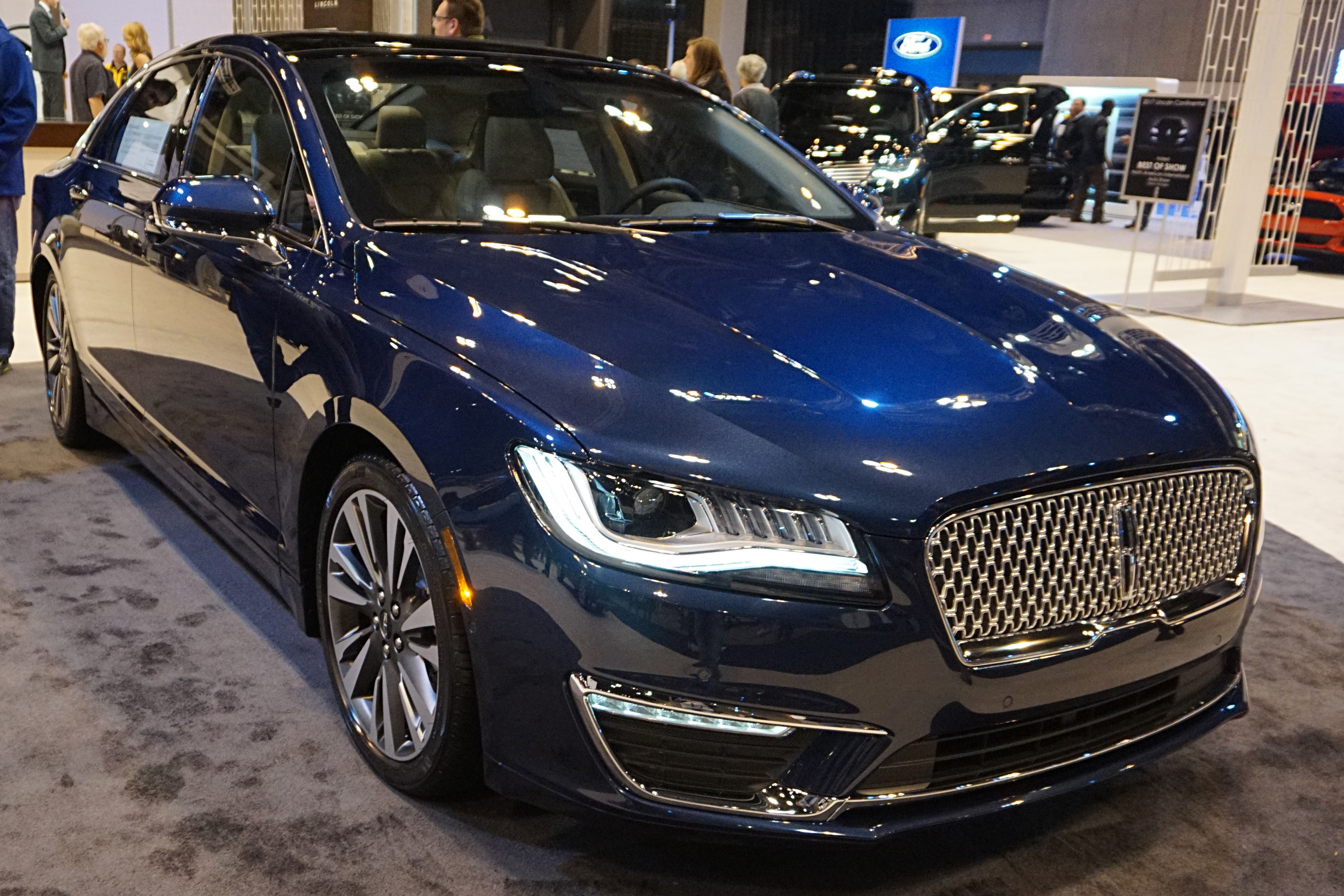
El Lincoln MKZ se hace en Hermosillo.

Para la producción de la Plataforma CD3 de Ford para los Ford Fusion y Lincoln MKZ originales, Ford actualizó la planta para incrementar su eficiencia y flexibilidad. La inversión de mil millones de dólares de Ford también incluyó la construcción de un parque proveedor de 163,000 m² cerca del sitio. Las mejoras facilitaron cambios rápidos en la producción entre los modelos. La capacidad de la planta se incrementó a 300,000 unidades por año. La planta está catalogada en la categoría de "Compact Premium Conventional" en términos de productividad, con un promedio de 20.78 horas para ensamblar un vehículo.

## Productos
Actuales
- Ford Bronco Sport (2020-)

Pasados
- Mazda 323 (5-puertas) (1988-1990)
- Mercury Tracer (1988–1999)
- Ford Escort (1988-2002)
- Ford Focus (hatchback) (2000–2005)
- Lincoln Zephyr (2006)
- Mercury Milan (2006–2011)
- Ford Fusion (2006–2020)
- Lincoln MKZ (2007–2020)

Futuros
- Ford Transit Connect (2021)
- Ford Maverick (2021) (2021)